# 부여 가탑리사지
부여 가탑리사지는 충청남도 부여군 부여읍에 있다. 2001년 1월 3일 부여군의 향토문화유산 제52호로 지정되었다.

## 개요
가탑리사지는 금성산 남록에 있다. 사지가 위치하고 있는 금성산은 부여의 중심지 서쪽에 위치하고 있는 낮은 산으로, 서쪽 2㎞ 거리에 금강이 인접하여 있다. 사지는 금성산 남록의 골짜기 중턱에 위치하고 있으며, 서
남쪽 1㎞ 거리에는 궁남지(사적 제135호)가, 서쪽 800m 거리에는 [부여 정림사지|정림사지]](사적 제301호)가 있다. 

## 소재 문화재
본 사지에서 출토되었다고 전하는 소재문화재로는 금동여래입상 1구, 석등재 1매, 승탑 1기가 있다. 

### 금동여래입상
금동여래입상은 1913년 발견된 것으로 전하며, 현재 국립부여박물관에 소장되어 있다. 이 불상은 높이 12㎝로 현재 두부와 손이 결실된 상태이며, 대좌와 광배도 남아 있지 않다. 불상은 통견의 법의를 착용하고 있으며,
가슴에 형성된 ‘U’자형의 옷깃 사이로 사선의 승기지가 확인된다. 신체에 흘러내린 옷주름은 대의자락을 왼팔에 걸치고 있는 듯한 형상으로 약간의 사선을 그리며 ‘U’자형을 이루고 있다. 양 발은 직립하여 정면을 향하고 있다. 이 불상은 착의법과 옷주름의 표현 방식 등 6세기 南朝 梁 佛像樣式의 영향을 받은 6세기 후반의 백제 불상으로 추정되고 있다.

### 석등재
국립부여박물관 야외전시장에 있는 석등재는 하대석으로, 현재 직경 97㎝, 높이 35.5㎝이며 모서리 부분이 파손되어 있는 상태이다. 단판단엽 8엽의 연판문이 둘러진 복련 형태로, 연판문은 1줄의 중심선과 외연을 얕게 표현한 것 이외에는 별도의 장식이 없다. 중앙의 간주공은 3단으로, 직경 35㎝의 원형 홈을 1.5㎝ 깊이로 파고 그 중앙에 19×20㎝ 크기의 방형 홈을 9㎝ 깊이로 마련하였다. 그 중앙에는 상부 직경 8㎝의 원형 홈이 관통되어 있다. 이 석등재는 연판문의 단순한 형태 등으로 미루어 백제시대에 제작된 것으로 추정되고 있다.

### 승탑
승탑은 팔각당형으로 전체 높이 1.54m이다. 기단과 상륜 일부가 결실되었으며, 옥개석 모서리 일부가 파손된 상태이다. 기단부는 하대석 하단이 결실된 상태로, 하대석, 중대석, 상대석이 남아 있다. 하대석은 원형으로 직경 68㎝, 높이 17㎝이며 8엽의 복판복엽 연판문으로 이루어진 복련이다. 상부에는 팔각의 각형 2단 괴임이 마련되어 있다. 중대석은 팔각으로 직경 45㎝, 높이 16㎝, 한면의 너비 18.5㎝이며 우주는 없다. 상대석은 직경 68㎝의 원형으로 8엽의 복판복엽 연판문으로 이루어진 앙련이다. 하면에는 2단의 각형 괴임이 마련되어 있다. 탑신석은 팔각으로 높이 31㎝, 직경 48㎝이며 한 면의 너비는 20㎝이다. 탑신석 역시 우주는 새겨져 있지 않으나, 한 면에 자물쇠가 새겨진 문비를 얕게 새겼다. 옥개석은 현재 직경 94㎝, 높이 32㎝의 팔각으로, 하면에는 조각
이 새겨져 있지 않다. 상면에는 내림마루가 너비 2㎝, 높이 1.5㎝로 표현되어 있으며, 상면은 직경 19㎝로 별도의 괴임이 마련되어 있지 않다. 옥개석 상부에는 직경 46㎝, 높이 16㎝의 팔각 보개가 올려져 있다. 옥개석과 마찬가지로 하면에는 조각이 새겨져 있지 않으며, 상면에는 너비 1.5㎝의 내림마루가 표현되어 있다. 보개 상면에는 연봉형의 보주가 올려져 있다. 보주는 높이 23㎝, 하면 직경 9㎝, 최대 직경 24㎝로 보개 상면에 시멘트로 접착되어 있다. 보주 하부에는 복판복엽의 연판문 8엽이 앙련 형태로 새겨져 있으며, 상부는 단판단엽의 연판문이 3중으로 감싸고 있다. 이 승탑은 연판문의 형태, 전체적인 비례 등으로 보아 통일신라후기에 제작되었을 가능성이 높다.

## 같이 보기
- 궁남지 - 사직 제135호
- 부여 정림사지 - 사적 제301호

## 참고 문헌
- 2014년 한국의 사지 현황조사 보고서 (세종특별자치시 충청남도), 237-240쪽, 2014